# ソク川
ソク川（ソクがわ、ロシア語: Сок, ラテン文字表記: Sok）は、ロシアのオレンブルク州からサマーラ州へ流れる河川で、ヴォルガ川の左支流である。長さは364km、流域面積は11,700平方km。
オレンブルク州、タタールスタン共和国、バシコルトスタン共和国にまたがるブグリマ＝ベレベーイ丘陵に発し、南西へ流れ、ヴォルガ川にはサマーラ市北方のソコルイ丘陵の近くで合流する。主な支流にはコンドゥルチャ川がある。
ソク川流域では硫黄が取れることが中世から知られていた。ピョートル1世のアゾフ遠征（1695年）の際、ロシア軍は火薬のために硫黄を必要としており、サマーラでピョートル1世はソク川の硫黄について聞かされ、至急この地を押さえさせた。以来、サマーラには硫黄工場が建てられた。